# Dairy Farmers of America
Dairy Farmers of America (DFA) ist das größte milchverarbeitende und -vermarktende Unternehmen in den Vereinigten Staaten und eines der fünf größten der Welt.
Eigentümer des Unternehmens mit Hauptsitz in Kansas City im Bundesstaat Kansas sind heute sieben Regionalgenossenschaften. Dem Zusammenschluss von zunächst vier Genossenschaften im Jahr 1998 haben sich später weitere angeschlossen, darunter 2014 Oakhurst Dairy. Im Lauf der Jahre wurden zudem mehrere Molkereiunternehmen übernommen.

## Kennzahlen
Die über 14.000 Mitglieder der beteiligten Genossenschaften halten auf 9.000 Farmen etwa 1,8 Millionen Kühe. Die DFA-Farmen produzieren selbst jährlich etwa 20 Milliarden Liter Milch, über DFA vermarktet werden insgesamt 30 Milliarden Liter. Dies entspricht etwa 30 % der gesamten Milchproduktion der Vereinigten Staaten.
Hergestellt werden außer Milch auch Milchpulver, Zutaten zur Verwendung in der Lebensmittelindustrie, Butter, Käse, Eiskrem und andere Milchprodukte, die unter verschiedenen eigenen und Handelsmarken vertrieben werden.
Im Jahr 2015 erzielte DFA mit rund 5.000 Mitarbeitern und rund 40 Produktionsstätten einen milchbezogenen Umsatz von 13,8 Milliarden US-Dollar (umgerechnet 12,4 Milliarden Euro).
Ende 2015 wurde das Gemeinschaftsunternehmen Müller Quaker Dairy von der Unternehmensgruppe Theo Müller wegen Erfolglosigkeit geschlossen; Müller verkaufte seinen Anteil an Dairy Farmers of America.